# Síndrome de interrupción del tallo hipofisario
El síndrome de interrupción del tallo pituitario (PSIS) es un trastorno congénito caracterizado por la tríada de un tallo pituitario ausente o excesivamente delgado, una pituitaria posterior ectópica o ausente y/o pituitaria anterior ausente o hipoplásica.

## Presentación
Los individuos afectados pueden presentar hipoglucemia durante el período neonatal o retraso del crecimiento durante la infancia (aquellos diagnosticados en el período neonatal parecen estar afectados por una forma particularmente grave del trastorno). El PSIS es una causa común de hipopituitarismo congénito y provoca un déficit permanente de la hormona del crecimiento. Algunas personas afectadas por PSIS también pueden presentar hipoplasia suprarrenal (5-29 %), diabetes insípida (5-29 %), amenorrea primaria (5-29 %), hipotiroidismo (30-79 %), retraso en el desarrollo (80-99 %), displasia septoóptica (5-29 %) y anemia de Fanconi. El PSIS puede ser aislado o, comúnmente, presentarse con malformaciones extrahipofisarias.
Las características de PSIS en recién nacidos (pueden) incluyen:
- hipoglucemia (30-79 %)
- ictericia (prolongada)
- micropene (30-79 %)
- criptorquidia (5-29 %)
- retraso en el desarrollo intelectual
- muerte en la infancia (5-29 %)
- anomalías congénitas

Las características del PSIS en la niñez tardía (pueden) incluyen:
- baja estatura (80-99 %)
- convulsiones (5-29 %)
- hipotensión
- retraso en el desarrollo intelectual
- pubertad retrasada (30-79 %)

El PSIS se asocia con una mayor frecuencia de embarazo de nalgas, cesárea y/o puntuación de Apgar baja, aunque estas son probablemente consecuencias más que causas.

## Causa
La causa de la condición es aún desconocida. Las mutaciones genéticas raras pueden causar casos familiares, sin embargo, representan menos del 5% de los casos.

## Diagnóstico
El diagnóstico se confirma mediante resonancia magnética.

## Tratamiento
El tratamiento debe comenzar tan pronto como se establezca el diagnóstico para evitar complicaciones y consiste en reemplazo hormonal, particularmente con hormona de crecimiento.

## Pronóstico
El pronóstico es generalmente bueno en los casos de diagnóstico y manejo oportunos. Los retrasos pueden provocar convulsiones (debido a la hipoglucemia), hipotensión (debido a la deficiencia de cortisol) y/o discapacidad intelectual (debido a déficits endocrinos tiroideos). Debido a los factores antes mencionados, la mortalidad y morbilidad es mayor que la de la población general, particularmente durante los primeros 2 años de vida.

## Epidemiología
Se desconoce la prevalencia de PSIS, sin embargo, se han informado unos 1000 casos con o sin la tríada completa.